# Umbo (micologia)

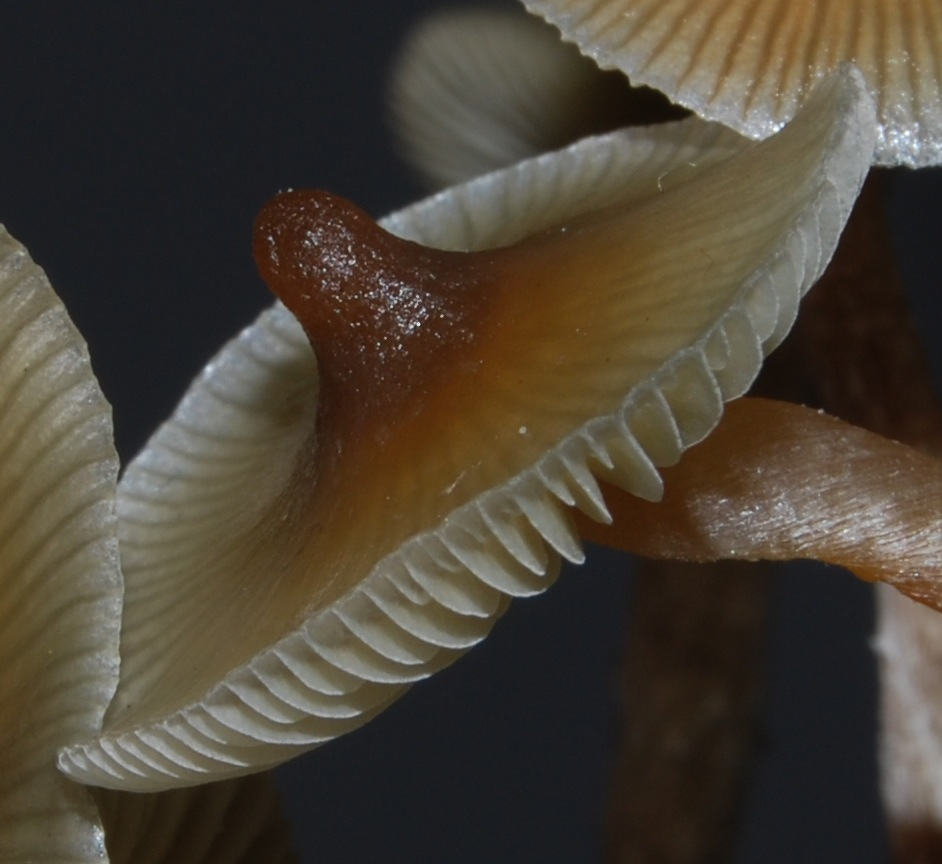
Chapéu de cogumelo com um umbo agudo.

Em micologia, umbo é uma área elevada no centro do píleo ("chapéu") de um cogumelo. Os fungos que possuem esta estrutura são chamados umbonados. Os umbos que tem extremiddade afilada são chamados agudos, enquanto aqueles que são mais arredondados são designados de amplamente umbonados. O umbo pode ser ainda alongado; e se for nitidamente delineado, mas não alongado (que se assemelha a forma de um seio de uma mulher), é chamado mamilado ou papilar.